# هاوآ یائو
هاوآ یائو (انگلیسی: Haoua Yao؛ زادهٔ ۲ ژوئیهٔ ۱۹۷۹) بازیکن فوتبال اهل بورکینافاسو است.
وی همچنین در تیم ملی فوتبال زنان گینه استوایی بازی کرده‌است.